# Елга (приток Цильны)
Елга — река в России, протекает в Татарстане и Ульяновской области. Левый приток Цильны.

## География
Длина реки 11 км, площадь водосборного бассейна — 42 км². Исток в 2,5 км к юго-востоку от села Старое Дрожжаное в Дрожжановском районе Татарстана. Течёт в балке по безлесной местности на юго-восток через деревни Старая- и Новая Задоровка. В низовьях протекает по Цильнинскому району Ульяновской области. Впадает в Цильну по левому берегу перед мостом на автодороге А151 (42 км от устья). Сток зарегулирован.
Общая численность населения обеих деревень бассейна составляет около 130 человек (2010).

## Гидрография
Река со смешанным питанием, преимущественно снеговым. Замерзает в начале ноября, половодье в конце марта. Средний расход воды в межень у устья — 0,015 м³/с.
Густота речной сети территории водосбора 0,22 км/км². Годовой сток в бассейне 90 мм, из них 80 мм приходится на весеннее половодье. Общая минерализация от 200 мг/л в половодье до 500 мг/л в межень.

## Данные водного реестра
По данным государственного водного реестра России относится к Верхневолжскому бассейновому округу, водохозяйственный участок реки — Свияга от села Альшеево и до устья, речной подбассейн реки — Волга от впадения Оки до Куйбышевского водохранилища (без бассейна Суры). Речной бассейн реки — (Верхняя) Волга до Куйбышевского водохранилища (без бассейна Оки).
Код объекта в государственном водном реестре — 08010400612112100002386.